# Кобелякская крепость
Кобелякская крепость — укрепление у местечка Кобеляки.
Кобелякская крепость была основана в первой половине XVII века, предположительно около 1610 года на правом берегу реки Ворсклы в месте впадения в неё речки Кобелячка.
Согласно плану, составленному Г. де Бопланом в первой половине XVII века крепость состояла из двух частей. Одна из них имела форму четырёхугольника, составленного из земляных валов со рвами, в углах которого располагались четыре бастиона, два из которых находились с восточной речной стороны крепости. Другая часть крепости имела форму треугольника, южной вершиной которого она присоединена к первой части и обведена частоколом. Площадь второй части на этом плане была в несколько раз больше от первой, это указывает на то, что она могла выполнять функции цитадели.
В начале XX века П. А. Китицын провел опрос старожилов о крепости и опубликовал собранные данные в работе «Кобелякская старина»:

Крепость в Кобеляках была земляная, окруженная валом. Вал начинался от реки Ворсклы и проходил по Екатеринославской дороге, поворачивал на восток около лавок и через площадь по Троицкой улице спускался к реке. Крепость стояла на горе, против Успенской церкви…

Согласно работе П. А. Китицына, в Кобелякскую крепость вело двое ворот, находившихся на северном и южном отрезке внешней стены, в то время как вход в цитадель находился с восточной стороны. Из зданий в крепости располагались дома сотенного и городского управления, а также три деревянных церкви, госпиталь, торговые ряды и школа, действовали подземные ходы и водопровод из глиняных труб, который был направлен с запада на восток и проходил от речки Кобелячка к центру города.
Про укрепления Кобелякской крепости упоминается и в работе Н. И. Арандаренко. На плане Кобеляк 1871 года видна линия укреплений старой крепости и изображены упоминаемые в работе П. А. Китицына площадь, улицы и церкви города. На плане 1871 года линия бывшей цитадели имела трапециевидную форму.
В настоящее время остатки земляного вала сохранились с южной стороны бывшей крепости. Его общая протяжённость, по подсчётам, составляла около 2 тысяч метрам, а высота достигала 2,5-3 метров. Спуски над Ворсклой, по которым проходил восточный участок ограды на котором и сейчас выступают в сторону реки остатки бастионов, имеют в высоту около 45 метров, а крутизна их достигает 75-80 градусов. Здесь же находилась и цитадель крепости, о чём свидетельствует сохранившиеся остатки земляного вала и рва, отделявшие её от остальной части крепости. На месте входа в цитадель имеется старый прорез в валу. Здесь земляной вал бывшей цитадели прослеживается на расстоянии около 150 метров, имеет высоту около 10 метров и сохраняет следы эскарпа — штучного подреза спусков..